# Bobovo pri Ponikvi
Bobovo pri Ponikvi este o localitate din comuna Šentjur, Slovenia, cu o populație de 73 de locuitori.